# Wilhelm Spohr
Wilhelm Spohr (* 3. Februar 1868 in Hamburg; † 9. Juni 1959 in Schöneiche bei Berlin) war ein deutscher Schriftsteller, Herausgeber und Übersetzer des niederländischen Schriftstellers Eduard Douwes Dekker (bekannter als Multatuli).
Spohr wird dem Friedrichshagener Dichterkreis zugerechnet. Er war Redakteur an Gustav Landauers anarchistischer Zeitung Der Sozialist. Als er wegen „Anstiftung zum Klassenhaß“ zu einem Jahr Gefängnis verurteilt wurde, erlernte er dort die niederländische Sprache. Er wurde auf dem Schöneicher Waldfriedhof bestattet, sein Grab existiert heute nicht mehr.
Sein Bruder war der Fotograf Carl Friedrich Wilhelm Spohr (1861–1936).

## Werke
- Glorie des Alters: Ein frohes Manifest (Berlin(-Steglitz), W. Hoffmann, 1940; 2. Auflage ebenda, 1954), mit Bildnissen von Friedrich Dreyer-Tamura
- Goethe, sein Leben und Wirken (Berlin: Safari-Verlag, 1949)
- O ihr Tage von Friedrichshagen! Erinnerungen aus der Werdezeit des deutschen literarischen Realismus (Berlin: „Lied der Zeit“, 1949), die 3. Auflage erschien unter dem Titel Fröhliche Erinnerungen eines „Friedrichshagners“: Aus der Werdezeit des deutschen literarischen Realismus (Berlin: Das Neue Berlin, 1951), eine 4. Auflage erschien 1999 (Berlin-Friedrichshagen: Antiquariat Brandel)
- Berliner Anekdoten: Ein Streifzug durch die Vergangenheit Berlins im Lichte der Anekdote (Berlinische Miniaturen Band 13, Berlin: Das Neue Berlin, 1952)

## Bibliographie
- Albert Burkhardt: Wilhelm Spohr, Werke, Typoskript v. 1987 (Memento vom 6. Oktober 2007 im Internet Archive), online auf der Website Friedrichshagener Dichterkreis
- Jürgen Scharnhorst: Wilhelm Spohr Werke, Manuskript v. 1962 (Memento vom 22. Oktober 2007 im Internet Archive), online auf der Website Friedrichshagener Dichterkreis